# 이동영 (1971년)
이동영(李同英, 1971년 11월 12일~)는 대한민국의 제5·6대 서울특별시 관악구의원이었다. 전라북도 정읍에서 출생하였다.

## 생애
1971년 전라북도 정읍군에서 태어났다. 호남중학교, 호남고등학교, 경기대학교 경영학과를 졸업하였다. 정치 입문 전에는 보령제약에서 근무하였다. 2006년 제4회 전국동시지방선거에서 민주노동당 후보로 서울특별시 관악구의회 의원 선거에 출마하여 당선되었다. 2010년 제5회 전국동시지방선거에서 민주노동당 후보로 서울특별시 관악구의회 의원 선거에 출마하여 당선되었다. 2014년 제6회 전국동시지방선거에서 정의당 후보로 서울특별시 관악구의회 의원 선거에 출마하였으나 낙선하였다. 2015년 정의당 정책위원회 부의장에 임명되었다. 2016년 제20대 국회의원 선거에서 정의당 후보로 서울특별시 관악구 갑 선거구에 출마하였으나 국민의당 김성식 후보에 밀려 낙선하였다. 2017년 정의당 당직선거에서 서울시당 위원장으로 출마했으나 김종민에게 밀려 낙선했다. 2019년 정의당 당직선거에서 서울시당 위원장과 관악구위원회 위원장으로 선출되었다. 2020년 제21대 국회의원 선거에서 관악구 갑 선거구에 출마했으나 낙선했다.

## 학력
- 1987.02. 호남중학교 졸업
- 1990.02. 호남고등학교 졸업
- 1999.02. 경기대학교 경영학과 학사(92학번)

## 경력
- 보령제약 마케팅기획실
- 참여자치관악연석회의 공동대표
- 서울 관악구 청년회 회장
- 2006.07 ~ 2010.06 제5대 서울특별시 관악구의회 의원
- 2006.07 ~ 2008.07 제5대 서울특별시 관악구의회 전반기 의회운영위원회 위원
- 2006.07 ~ 2008.07 제5대 서울특별시 관악구의회 전반기 총무보사위원회 위원
- 2008.07 ~ 2010.06 제5대 서울특별시 관악구의회 후반기 의회운영위원회 위원
- 2008.07 ~ 2010.06 제5대 서울특별시 관악구의회 후반기 행정재경위원회 위원
- 2008.07 ~ 2010.04 제5대 서울특별시 관악구의회 후반기 예산결산특별위원회 위원
- 2010.04 ~ 2010.06 제5대 서울특별시 관악구의회 후반기 예산결산특별위원회 위원장
- 전국사회적경제지방의원협의회 공동대표
- 서울 관악구 협동조합협의회 이사
- 2010.07 ~ 2014.06 제6대 서울특별시 관악구의회 의원
- 2010.07 ~ 2012.07 제6대 서울특별시 관악구의회 전반기 도시건설위원회 위원장
- 2012.07 ~ 2014.06 제6대 서울특별시 관악구의회 후반기 행정재경위원회 위원
- 2012.07 ~ 2014.06 제6대 서울특별시 관악구의회 후반기 예산결산특별위원회 위원
- 2015.01 ~ 2017.01 정의당 정책위원회 부의장
- 2019.07 ~ 2024.01 정의당 서울특별시당위원장
- 2019.07 ~ 2024.01 정의당 서울특별시당 관악구 지역위원회 위원장
- 2024.02 ~ 2024.07 새로운미래 선임대변인

## 수상
- 2008 서울특별시 지방의회 장애인정책 우수의원
- 2010 매니페스토 약속대상 우수상
- 2011 의정행정대상 기초의원 부문
- 2012 메니페스토 약속대상 대상

## 역대 선거 결과
|  | 13.60% |

|  | 18.21% |

|  | 13.73% |

|  | 2.98% |

|  | 4.22% |